# George Soriano
George Soriano (San Pedro de Macorís, República Dominicana, 24 de marzo de 1999) es un jugador profesional dominicano de béisbol que se desempeña en la posición de lanzador en Miami Marlins, equipo de las Grandes Ligas de Béisbol (MLB).

## Carrera
En 2023, Soriano hizo su debut en la MLB con el equipo Miami Marlins, donde lleva jugando dos temporadas.